# Ollan Cassell
Pour les articles homonymes, voir Cassell.
Ollan Conn Cassell (né le 5 octobre 1937 à Nickelsville) est un athlète et dirigeant sportif américain, spécialiste du 200 et du 400 mètres.

## Carrière d'athlète
Il se révèle durant l'année 1957 en remportant le titre du 220 yards des Championnats de l'Amateur Athletic Union. Spécialisé dans le tour de piste à son arrivée à l'Université de Houston, il se distingue lors des Championnats du monde militaires de 1962 en s'adjugeant deux médailles d'or (400 m et 4 × 400 m) et une médaille d'argent (4 × 100 m). L'année suivante, lors des Jeux panaméricains de São Paulo, l'Américain se classe deuxième du 200 m et enlève les deux titres du relais (4 × 100 et 4 × 400 m).
Sélectionné pour les Jeux olympiques d'été de 1964, Ollan Cassell est éliminé en demi-finale du 400 m, mais remporte en fin de compétition la médaille d'or du relais 4 × 400 mètres aux côtés de Michael Larrabee (champion olympique du 400 m), Ulis Williams et Henry Carr (champion olympique du 200 m). L'équipe américaine établit un nouveau record du monde de la discipline en 3 min 00 s 7 et devance finalement le Royaume-Uni et Trinité-et-Tobago.
En 1965, Cassell remporte son deuxième et dernier titre de l'Amateur Athletic Union.

## Dirigeant sportif
En 1965, immédiatement après sa retraite sportive, Ollan Cassel devient administrateur de l'Amateur Athletic Union, organisme régissant l'organisation du sport aux États-Unis. Il y exerce les fonctions de directeur exécutif de 1970 à 1980. En 1984, il est nommé vice-président de l'Association internationale des fédérations d'athlétisme (IAAF), poste qu'il cessera d'occuper en 1996. En parallèle, il est chargé d'enseigner l'histoire des sports olympiques à l'Université d'Indianapolis.

## Palmarès
| Date | Compétition        | Lieu      | Résultat | Discipline |
| ---- | ------------------ | --------- | -------- | ---------- |
| 1963 | Jeux panaméricains | São Paulo | 6e       | 100 m      |
| 1963 | Jeux panaméricains | São Paulo | 2e       | 200 m      |
| 1963 | Jeux panaméricains | São Paulo | 1er      | 4 × 100 m  |
| 1963 | Jeux panaméricains | São Paulo | 1er      | 4 × 400 m  |
| 1964 | Jeux olympiques    | Tokyo     | 1er      | 4 × 400 m  |

## Distinctions
- Élu au Temple de la renommée de l'athlétisme des États-Unis en 2006.